# Kennedy Mweene
Kennedy Mweene (Lusaca, 11 de dezembro, 1984) é um futebolista profissional da Zâmbia, que atua como goleiro pelo Sundowns.

## Seleção nacional
Mweene representou o elenco da Seleção Zambiana de Futebol no Campeonato Africano das Nações de 2015.

## Títulos
Zambia
- Campeonato Africano das Nações: 2012

### Free State Stars
- Copa Baymed : 2006
- Mvela Golden League : 2006/07